# Ni ka
ni_ka（にか）は、日本の詩人、芸術家、写真家。東京都品川区生まれ。
中央大学法学部卒業。

## 人物・経歴
Cabra Dominican College留学。江戸川学園取手高等学校卒業。中央大学法学部法律学科卒業。
伯爵で鳥類学者の清棲幸保（宇都宮大学教授などを歴任）は大叔父。

 
地球宇宙化学者の清棲保弘（富山大学教授）と鳥類学者の清棲保之は従伯父。
伏見宮博恭王と博恭王妃経子第二王女清棲敦子は大叔母。

## 作風
AR（拡張現実）を用いた「AR詩」や、絵文字・デコ文字を多用した「モニタ詩」を発表。北園克衛や新國誠一といったコンクリート・ポエトリーの詩人の影響を受けていると評されている。アクリルパネルによる作品、写真、コラージュも発表しており、作風は多岐に渡っている。セカイカメラ（2011年〜2014年）で発表したAR詩についてni_kaは、「新しい喪の形式を作り出そうとしたり、現代の新しい生の感覚を表現するために、言葉とイメージの境界を解体する新しい表現の創造を行っている」。『DOMMUNE オフィシャルガイドブック2』にて「2012年の日本を発電させるカルチャーエネルギーベスト100!!!!!!」に「AR詩」が選ばれている。
詩人の河野聡子は『現代詩手帖』2012年6月号において「女子中高生の携帯メールやアメーバブログ、mixiのようなSNSで発生しては消え去っていく言葉にみられる表現だが、けっして顧みられることがないこれらの言語表現をni_kaは批判的に抽出し再配置し芸術表現に拡張する」と評した。
美術手帖編集長・岩渕貞哉は、「彼女は、ブログ上で絵文字やブログパーツを駆使した詩を発表しているのですが、ビジュアルアートとして見ても新しい。21世紀のコンクリート・ポエトリー（視覚詩）とさえ言えるかも知れません。しかも、詩の世界の人からは無視をされていて、声が掛かるのはいつもアートの人からというのも、逆に彼女のポテンシャルを象徴しているようで面白いですよね」と述べた。

## AR詩
AR詩はセカイカメラ、Layerなどのアプリによって制作された写真・映像芸術の一種である。ni_kaがAR詩を制作し、展示会として発表したのは6回であるが、セカイカメラが健在であった頃は宮城などの東日本大震災の被災地を訪れて制作することもしている他、AR詩の展示自体は映写や紙媒体への掲載も含めると相当数に及ぶため、その展示回数を数えることは困難である。
立命館大学の中尾麻伊香は、「311後の弔いのような思いが、時をこえたAR(拡張現実)空間に儚く浮遊して、表現と内容の一致する奇跡的な芸術作品となっていた」と語っている。門林岳史は『10＋1web site』にてAR詩を、「芸術祭の会場を歩き回るという本質的に散漫な経験が、作品の成立にとって不可欠な構成要素になっている点」について「これらの集中を要求しない作品が与えている散漫な拡張現実的なるものは、各地に芸術祭が乱立する現在のアートシーンになにかふさわしいものなのかもしれない」と評した。

## 活動

### 展示
- 2011年 2月 - トーキョーワンダーサイト本郷「floating view 郊外からうまれるアート」参加[11]
- 2011年 9月 - 新宿眼科画廊「floating view2 トポフィリア・アップデート」参加
- 2011年 12月 - 銀座西欧ギャラリー「Shiny holidays exhibition 2011」参加[12]
- 2012年 10月 - FFLLAATTにてWEB個展「ニッポニア・ニッポン」開催
- 2013年10月 - 京都国際舞台芸術祭フリンジ企画「使えるプログラム」ゲスト参加・AR詩劇『キャラクターズ・リブ』上演[13][14]
- 2013年 10月 - パルコミュージアム渋谷パルコ40周年記念シブカル祭2013　「美術手帖編集長 岩渕貞哉ブース」参加[15]
- 2014年 3月 ‐ 「3331 Art Fair ‒Various Collectors' Prizes‒」出展　M/F（深澤徳）賞受賞[16]
- 2014年 10月 - 「after3.11 TOKYO GIRL」展　東京デザイナーズウィーク・ショップアートウォーク　仮面女子とのコラボレーション[17]
- 2014年 12月 - 新宿眼科画廊10周年記念展示「何も考えないまま10年経ってた・・・」に参加[18]
- 2016年 10月 - 静岡大学にて矢田和啓と共に「現代を生きるモジュール展」[19]
- 2017年 10月〜1月 - 前橋文学館にて「ヒツクリコガツクリコ　ことばの生まれる場所」展[20]
- 2021年4月〜6月 - 伊勢市朝熊にて43北園忌でTreadrawによるAR詩を展示、トークイベント[21]

### 書籍
- 2011年 5月 - 書籍『floating view　郊外から生まれるアート』（トポフィル）に記録写真と座談会を掲載
- 2014年 1月 - 共同通信にて連載「ネット万華鏡」挿絵を毎月連載
- 2015年 1月 - アメリカWEB文芸誌『CURA』にてモニタ詩『WEBはれるや「あ」ー血／アーチ』英訳掲載[22]
- 2015年 4月 - NHKラジオテキスト「英語で読む村上春樹」の「それがTVピープル」――視覚表現あれこれにて紹介[23]
- 2015年 10月 - アンソロジー詩集『現代詩100周年』に掲載[24]
- 2017年 7月 - Tokyo Poetry Jounalに"Record of Affidavit"英訳掲載[25]
- 2017年 9月 - チャかシズムVol.3 《声》に詩「はるのつき」「はるのつき・・」を寄稿[26]
- 2018年 1月 - 三田文学に『AR詩　喪の限界へ、わた詩は浮遊する』掲載[27]
- 2018年 10月 - 文学+に評論「女子的ウェブ文化とブログ詩の誕生」寄稿[28]
- 2018年 10月 - チャかシズムVol.5 料理に「この夏出会った甘味たちとお食事。」を寄稿・装丁[29]
- 2019年 8月 - Cyberpunk in a Transnational Context の表紙装丁[30]
- 2020年 5月 - 文学+に評論『AR詩、言葉の限界へ、ハローキティとともにわた詩は浮遊する』寄稿[31]

### 発表・講演等
- 2012年 6月 - 慶應義塾大学文学部設置総合教育科目「前衛と伝統Ⅰ」特別講師[32]
- 2013年 9月 - 第71回世界SF大会（アメリカ・テキサス）「LoneStarCon 3」パネル「SF in JAPAN」にて作品発表・講演
- 2015年 3月 - 日本ペンクラブで小林エリカ・小谷真理・巽孝之と講演[33]

### 文学賞選考委員
- 2013年 6月 - 第13回Sense of Gender賞　最終選考委員[34]

## 家族・親族
- 伏見宮邦家親王（高祖父）-日本の皇族。伏見宮第20代および第23代。崇光天皇の男系14世子孫。
- 清棲家教（曾祖父）- 伯爵、 元皇族、貴族院議員
- 清棲幸保（大叔父） - 伯爵、鳥類学者、宇都宮大学教授、理学博士、正五位 、真田伯爵家生まれ、伊達政宗の男系子孫
- 清棲敦子（大叔母） -伏見宮博恭王と博恭王妃経子（徳川慶喜九女）の第２王女、 日本の皇族
- 清棲美津（大叔母）
- 清棲保弘（従伯父） - 地球宇宙化学者、富山大学教授、理学博士
- 清棲保之（従伯父） - 鳥類学者